# Olympische Sommerspiele 2012/Teilnehmer (Eritrea)
| Gelbes Symbol für Goldmedaillen mit stilisierten Olympischen Ringen | Graues Symbol für Silbermedaillen mit stilisierten Olympischen Ringen | Braundes Symbol für Bronzemedaillen mit stilisierten Olympischen Ringen |
| ------------------------------------------------------------------- | --------------------------------------------------------------------- | ----------------------------------------------------------------------- |
| —                                                                   | —                                                                     | —                                                                       |

Eritrea nahm in London an den Olympischen Spielen 2012 teil. Es war die insgesamt vierte Teilnahme an Olympischen Sommerspielen. Das Nationale Olympische Komitee Eritreas nominierte zwölf Athleten in zwei Sportarten.
Fahnenträger bei der Eröffnungsfeier war der Leichtathlet Weynay Ghebresilasie.

## Teilnehmer nach Sportarten

### Leichtathletik

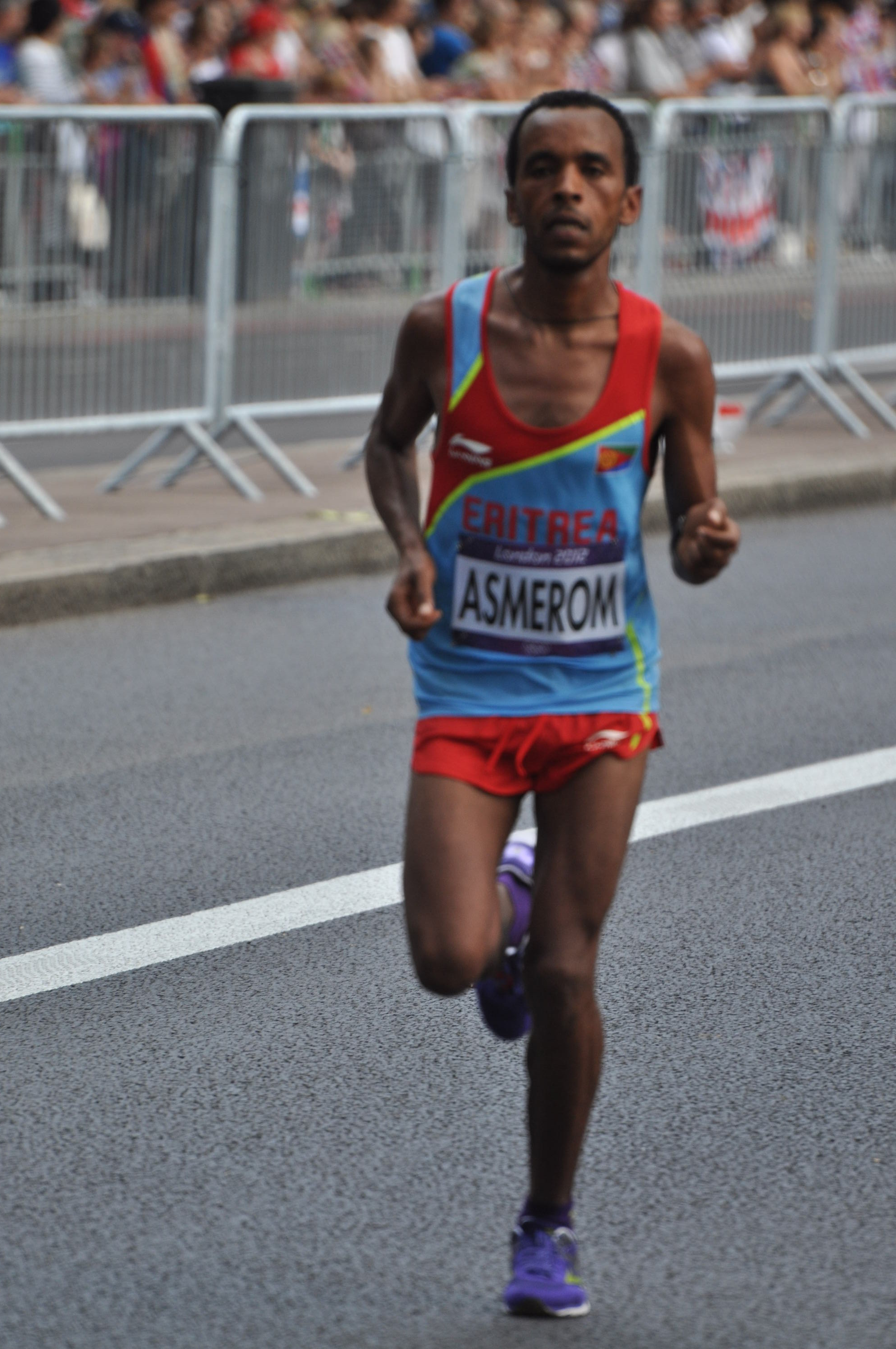
Yared Asmerom
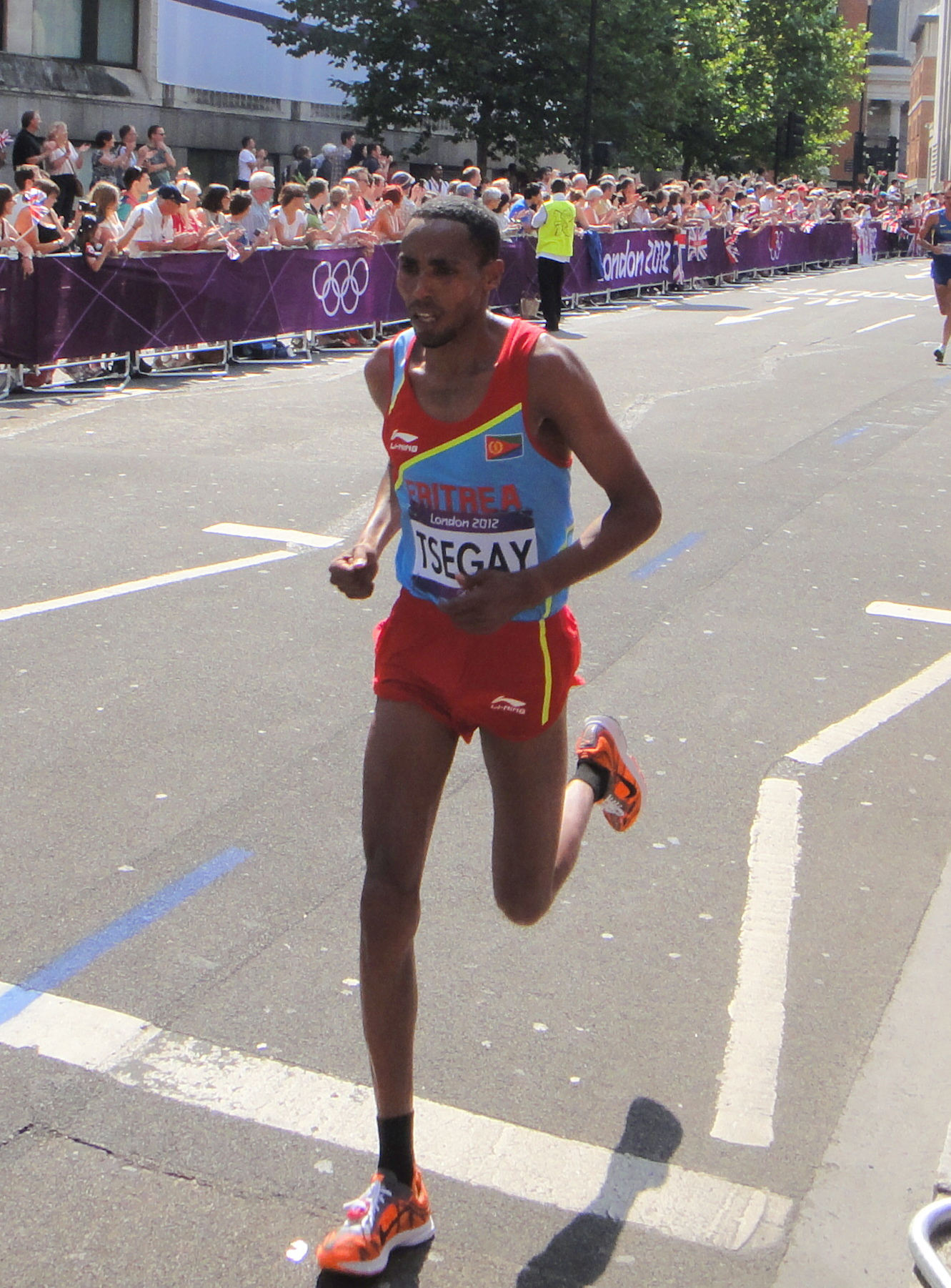
Samuel Tsegay

Laufen und Gehen
| Athleten             | Wettbewerb       | Vorlauf      | Vorlauf | Halbfinale | Halbfinale | Finale       | Finale | Rang |
| Athleten             | Wettbewerb       | Zeit         | Rang    | Zeit       | Rang       | Zeit         | Rang   | Rang |
| -------------------- | ---------------- | ------------ | ------- | ---------- | ---------- | ------------ | ------ | ---- |
| Frauen               |                  |              |         |            |            |              |        |      |
| Rehaset Mehari       | Marathon         | –            | –       | –          | –          | 2:35:49 h    | 59     | 59   |
| Männer               |                  |              |         |            |            |              |        |      |
| Teklit Teweldebrhan  | 1500 m           | 3:42,88 min  | 13      | –          | –          | –            | –      | 33   |
| Abrar Osman          | 5000 m           | 13:24,40 min | 11      | –          | –          | –            | –      | 16   |
| Teklemariam Medhin   | 5000 m           | DNS          | DNS     | DNS        | DNS        | DNS          | DNS    | –    |
| Amanuel Mesel        | 5000 m           | 13:48,13 min | 16      | –          | –          | –            | –      | 34   |
| Teklemariam Medhin   | 10.000 m         | –            | –       | –          | –          | 27:34,76 min | 7      | 7    |
| Zersenay Tadese      | 10.000 m         | –            | –       | –          | –          | 27:33,51 min | 6      | 6    |
| Nguse Tesfaldet      | 10.000 m         | –            | –       | –          | –          | 27:56,78 min | 15     | 15   |
| Yared Asmerom        | Marathon         | –            | –       | –          | –          | 2:15:24 h    | 19     | 19   |
| Yonas Kifle          | Marathon         | –            | –       | –          | –          | 2:21:25 h    | 58     | 58   |
| Samuel Tsegay        | Marathon         | –            | –       | –          | –          | DNF          | DNF    | –    |
| Weynay Ghebresilasie | 3000 m Hindernis | 8:37,57 min  | 10      | –          | –          | –            | –      | 29   |

- Yared Asmerom
- Samuel Tsegay

### Radsport

#### Straße
| Athleten             | Wettbewerb    | Zeit      | Rang |
| -------------------- | ------------- | --------- | ---- |
| Männer               |               |           |      |
| Daniel Teklehaimanot | Straßenrennen | 5:46:37 h | 73   |